# Sergiu Comissiona

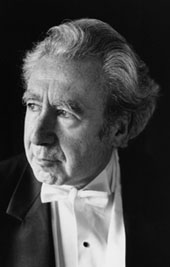
Sergiu Comissiona (2006).

Sergiu Comissiona (Bucarest, 16 giugno 1928 – Oklahoma City, 5 marzo 2005) è stato un direttore d'orchestra e violinista rumeno con cittadinanza statunitense.

## Biografia

### Primi anni
Nato a Bucarest, Romania, in una famiglia ebrea, iniziò gli studi di violino all'età di cinque anni, fu assunto come violinista dal Romanian State Ensemble mentre era ancora adolescente, facendo il suo debutto come direttore d'orchestra all'età di 17 anni. Poco più che ventenne fu nominato direttore principale dell'Opera Nazionale di Bucarest, che diresse dal 1955 al 1959.

### Carriera
Fuggì dal regime comunista nel 1959 ed emigrò in Israele. Nel 1960 fondò la Ramat Gan Chamber Orchestra, che diresse fino al 1967. Ha anche diretto la Haifa Symphony dal 1959 fino al 1966. Fece il suo debutto americano con l'Orchestra di Filadelfia nel 1965 ed emigrò negli Stati Uniti nel 1968. Successivamente fu anche direttore musicale dell'Orchestra Sinfonica di Göteborg, Svezia, dal 1966 al 1977 e nel 1982 divenne direttore principale della Radio Filharmonisch Orkest a Hilversum, Paesi Bassi.
Comissiona ha anche ricoperto incarichi di direzione musicale con alcuni dei più importanti gruppi del Nord America, tra cui l'Orchestra Sinfonica di Baltimora, l'Orchestra sinfonica di Houston, l'Orchestra Sinfonica di Vancouver ed è stato anche direttore musicale della New York City Opera. A partire dal 1969 trascorse 15 anni con l'Orchestra di Baltimore e la trasformò da un gruppo poco conosciuto in un'orchestra di fama nazionale, finendo per portarla alla sua prima tournée internazionale e dirigendolo nelle sue prime registrazioni. È stato anche il direttore musicale della Asian Youth Orchestra. Comissiona è stato direttore principale dell'orchestra della rete televisiva nazionale spagnola a Madrid, l'Orchestra Sinfonica della RTVE, dal 1990 al 1998.
Dal 1997 fino alla sua morte Comissiona è stato direttore ospite principale della USC Thornton Symphony presso la Thornton School of Music della University of Southern California.

### Prime mondiali ed altri spettacoli degni di nota
Ha diretto le anteprime e realizzato le prime registrazioni di un certo numero di opere moderne tra cui le sinfonie di Allan Pettersson, che gli dedicò la sua Sinfonia n. 9, oltre a opere di Michael Jeffrey Shapiro e Elie Siegmeister. Comissiona diresse An Entertainment for Violin, Piano, and Orchestra di Siegmeister al Merriwether Post Pavilion il 2 luglio 1976 con Ann Saslav, pianoforte, e Isidor Saslav, il primo violino della BSO, come solisti. I Saslav avevano commissionato il lavoro a Siegmeister.
Nel 1968 Comissiona diresse la prima esecuzione di Music of the Spheres di Rued Langgaard dopo 46 anni (dal 1922), che accese un nuovo interesse per la musica di Langgaard.

### Vita privata
Comissiona e sua moglie divennero cittadini americani il 4 luglio 1976, in una cerimonia speciale del Bicentenario a Fort McHenry sul porto di Baltimora. Era residente da lungo tempo a New York City.
Morì per un attacco di cuore, a Oklahoma City, in Oklahoma, poche ore prima di esibirsi.

## Premi ed onorificenze
Fu nominato Cavaliere de l'Ordre des arts et des lettres di Francia; ha ricevuto un Mus D. (Dottorato in musica) honoris causa dal New England Conservatory di Boston, nel Massachusetts; è stato membro onorario della Royal Swedish Academy of Music e fondatore del concorso nazionale per giovani direttori americani dell'Orchestra Sinfonica di Baltimora.